# Февраль 2017 года

Список событий февраля 2017 года.

## События
- 1 февраля
  - Опубликованы три приказа директора Федеральной службы безопасности России, в соответствии с которыми устанавливается пограничная зона на границах Смоленской, Псковской и Брянской областей с Белоруссией[1].
- 2 февраля
  - Депутаты Европейского парламента проголосовали за отмену визового режима с Грузией[2].
- 3 февраля
  - Опубликован доклад ООН о серьёзных нарушениях прав человека армией Мьянмы в ходе операции на севере штата Ракхайн против мусульманского меньшинства рохинджа[3].
- 4 февраля
  - В Зимбабве обнаружены представители редкого вида лягушек Arthroleptis troglodytes, в последний раз с ними встречались в 1962 году[4].
  - Премьер Румынии заявил о готовности отменить вызвавший протесты указ о декриминализации части коррупционных преступлений[5].
- 5 февраля
  - Сампсониевский собор в Санкт-Петербурге официально передали в пользование Санкт-Петербургской епархии РПЦ[6].
  - В финале чемпионата мира по хоккею с мячом сборная Швеции победила сборную России со счётом 4:3[7].
- 6 февраля
  - Комиссия по борьбе с лженаукой и фальсификацией научных исследований при Президиуме РАН признала лечение гомеопатическими препаратами «не имеющим научных оснований»[8].
  - Президент Бразилии Мишел Темер отправил 200 военных в юго-восточный штат Эспириту-Санту для усмирения забастовки полицейских[9].
- 7 февраля
  - Президентом России подписан закон о декриминализации домашнего насилия[10].
  - В американском штате Калифорния после сильных дождей началось разрушение[англ.] самой высокой в США плотины на озере Оровилл. В Калифорнии объявлена эвакуация населения. Под угрозой — почти 200 тысяч человек[11].
- 8 февраля
  - Командир батальона «Сомали», полковник армии ДНР Михаил Толстых (позывной «Гиви») погиб в результате атаки из реактивного пехотного огнёмета «Шмель»[12].
  - Бывший премьер-министр Сомали Мохамед Абдуллахи Мохамед избран новым президентом страны[13].
- 10 февраля
  - Основатели панамской юридической компании Mossack Fonseca задержаны, а в офисе организации проведены обыски[14].
  - Более 50 человек погибли в результате столкновений военных с мятежниками в провинции Касаи в центральной части Демократической Республики Конго[15].
- 12 февраля
  - Фильм Ла-Ла Ленд получил пять премий на церемонии вручения наград Британской киноакадемии[16].
  - На 59-й церемонии «Грэмми» лучшей записью была признана песня «Hello» певицы Адель[17].
  - На президентских выборах в Туркменистане в третий раз избран Гурбангулы Бердымухамедов[18].
- 13 февраля
  - По меньшей мере десять человек погибли и более 70 человек получили ранения в результате взрыва, который произошел во время акции протеста в городе Лахор на северо-востоке Пакистана[19].
  - Вынужденно ушёл в отставку Советник президента США по национальной безопасности Майкл Флинн — его уличили в контактах с российским послом в США Сергеем Кисляком в декабре 2016 года[20].
- 14 февраля
  - Полиция Малайзии подтвердила сообщения об убийстве в зоне вылета международного аэропорта Куала-Лумпура Ким Чон Нама, брата лидера КНДР Ким Чен Ына[21].
  - В российском городе Саратов прошли демонстрации местных курдов в поддержку лидера Рабочей партии Курдистана Абдуллы Оджалана. Акции предшествовал визит племянницы лидера РПК Дилек Оджалан[22].
- 15 февраля
  - Индийская ракета-носитель PSLV-XL вывела на орбиту одновременно рекордное количество спутников — 104[23].
- 16 февраля
  - Тысячи иммигрантов в ряде городов США не вышли на работу, присоединившись к акции «День без иммигрантов», выразив несогласие с политикой, которую проводит президент США Дональд Трамп в отношении иностранной рабочей силы[24].
- 17 февраля
  - Белорусская оппозиция провела в центре Минска несанкционированный городскими властями «Марш рассерженных белорусов», направленный против «налога на тунеядство»,[25].
- 18 февраля
  - Согласно указу президента России Владимира Путина на территории России на период до политического урегулирования ситуации в отдельных районах Донбасса разрешено признавать выдаваемые в ДНР и ЛНР паспорта, дипломы об образовании, свидетельства о рождении, брачные свидетельства, регистрационные документы на автомобили[26].
- 19 февраля
  - Ракета-носитель Falcon 9 отправила к МКС грузовой космический корабль «Дракон», первый запуск с переоборудованной после полётов шаттлов стартовой площадки LC-39A Космического центра Кеннеди[27].
- 20 февраля
  - Организация Объединенных Наций объявила о голоде в нескольких районах Южного Судана[28].
- 21 февраля
  - Президент Азербайджана Ильхам Алиев назначил первым вице-президентом свою супругу, Мехрибан Алиеву[29].
- 22 февраля
  - Президиум Верховного суда отменил приговор и постановил освободить активиста Ильдара Дадина, осужденного за неоднократные нарушения на митингах[30].
  - Президент России Владимир Путин подписал закон о бессрочной бесплатной приватизацию жилья[31].
  - На конференции NASA астрономы сообщили, что вокруг звезды TRAPPIST-1 открыто семь экзопланет размером с Землю, три из которых находятся в зоне обитаемости[32].
  - В финском городе Лахти открылся чемпионат мира по лыжным видам спорта[33].
- 23 февраля
  - Иракские войска отбили у ИГ аэропорт Мосула[34].
  - Палата представителей парламента Нидерландов в последний день своей работы перед новыми парламентскими выборами большинством голосов повторно ратифицировала Соглашение об ассоциации Украины и Евросоюза[35]. Решение было принято несмотря на то, что на референдуме 2016 года большинство жителей страны проголосовало против этого договора.
- 26 февраля
  - Скандальный матч чемпионата России по хоккею с мячом — в противостоянии архангельского «Водника» и иркутской «Байкал-Энергии» все 20 голов были забиты в свои ворота[36].
- 27 февраля
  - Премию «Оскар» в номинации «лучший фильм» получил «Лунный свет», лучшим режиссёром был признан Дэмьен Шазелл за фильм «Ла-Ла Ленд», а лучшим фильмом на иностранном языке — «Коммивояжёр»[37].
  - 21 человек был убит в течение трёх недель в столкновениях после прекращения мирных переговоров филиппинских властей с Коммунистической партией Филиппин[38][39].
  - Глава частной компании SpaceX Илон Маск объявил, что в конце 2018 года новая ракета Falcon Heavy должна отправить в путешествие вокруг Луны двух космических туристов[40].
- 28 февраля
  - На итальянском острове Сицилия началось извержение крупнейшего в Европе вулкана Этна[41].
  - Из-за ошибки сотрудника на серверах компании Amazon произошел сбой в работе, в результате которого несколько крупных сервисов стали недоступны, десятки тысяч сайтов перестали нормально работать, многие люди потеряли контроль над «умными» домами[42].